# Roccamandolfi
Roccamandolfi è un comune italiano di 796 abitanti della provincia di Isernia in Molise.

## Geografia fisica

### Territorio
Roccamandolfi si trova nell'estremo sud-est della provincia di Isernia, confina con la provincia di Campobasso e con tre comuni della provincia di Caserta: San Gregorio Matese a sud-est, Letino a sud e Gallo Matese a ovest-sud ovest. Nel suo territorio si trova il monte Miletto (2050 m s.l.m.), la montagna più alta del massiccio del Matese.

### Clima
Attualmente Roccamandolfi non conosce più il freddo rigido che provocava nevicate eccezionali fino a qualche decennio fa, al contrario il clima estivo raggiunge e supera ormai i 35 °C ogni anno.
Il clima però è secco e l'aria si mantiene più fresca che nei paesi limitrofi anche in piena estate.

## Origini del nome
L'etimologia di Roccamandolfi è di origine longobarda, ovvero Rocca di Maginulfo, appartenente alla famiglia reale, che ricopriva la carica di Castaldo d'Aquino al termine del IX secolo. Per corruzione linguistica in seguito il toponimo divenne Roccamandolfi.

## Storia

### Dal medioevo al 1700
Sotto i Longobardi il luogo era parte della Contea di Bojano; con i Normanni il borgo venne aggregato alla Contea di Molise.
Castellano di Roccamandolfi fu il conte Carlo Pannone (poi diventato Pandone).
Nella ricca storia feudale del maniero ricordiamo che:
- Nel 1195 vi trovò rifugio Ruggero di Mandra, conte di Molise, il quale l'anno seguente, resistette ai limiti del possibile all'assedio della rocca da parte delle truppe imperiali, finché non fu costretto ad arrendersi;
- Nel 1220 l'imperatore Federico II ordinò l'abbattimento di tutte le fortezze che potevano rappresentare un pericolo per il potere imperiale, tra cui Roccamandolfi. Il coevo castellano, Tommaso da Celano, conte di Molise disubbidì e cominciò la strenua difesa del maniero insieme con la consorte ed i figli. Il conte decise però di uscire dalla rocca una notte per riconquistare il castello di Celano. La consorte, Giuditta, stante la insostenibile situazione della prolungata difesa, cedette però le armi nel 1223. La Rocca Maginulfi venne distrutta dal conte di Acerra, Tommaso I d'Aquino, per volere del re. L'annesso borgo fu riedificato più a valle (in località “Casale”), dove sorge l'odierna Roccamandolfi.

Passati questi accadimenti, sia il castello che il villaggio perdettero ogni rilevanza strategica: cominciò così la compravendita del feudo da parte dei vari nobili della città di Napoli.
Carlo I d'Angiò concesse Roccamandolfi a Tommaso d'Evoli (1269), a Berengario di Tarascona (feudatario di Castelpizzuto) nel 1272, e quando questi decedette a Fulcone di Roccafolia (1278). I Roccafoglia lo detennero sino al 1391 (con una breve parentesi degli Artois). I Gaetani ne divennero feudatari nel corso della prima metà del Quattrocento, sino al 1456, quando Giacomo Gaetani lo alienò ai Cennamo, indi passò ai Perez.
I Perez possedettero Roccamandolfi sino all'anno 1543, quando Francesco Perez la alienò al barone Giovanni Luigi Rizzo, patrizio napoletano, che la conservò sino al 1549. Questa famiglia possedeva anche nello stesso periodo (1541) il sopra citato feudo di Castelpizzuto (con Adriana, consorte di Ottavio Galeota).
Nel 1549 il feudo di Roccamandolfi venne venduto all'asta. Nuovo proprietario fu un altro patrizio napoletano, Giambattista d'Afflitto dei conti di Trivento. Roccamandolfi cambiò velocemente proprietà, con l'alienazione alla potente famiglia napoletana di Sigismondo Pignatelli nel 1586. I Pignatelli, successivamente duchi di Roccamandolfi, conservarono il feudo fino 1806 con l'eversione della feudalità.

### Dal 1700 ai giorni nostri
Nel 1780 la duchessa Anna Pignatelli ottenne dal Papa Pio VI il corpo di San Liberato Martire da venerare presso la Chiesa di San Giacomo Maggiore (21 marzo 1780).
Roccamandolfi è famoso per essere stato, tra i molisani, la patria di molti uomini dediti al brigantaggio postunitario. Ciò che è meno noto è che a Roccamandolfi era nato già nel 1799 un tipo di brigantaggio legato alla politica più che all'esasperazione e alla rivolta. Emblematico è in questo senso il brigantaggio di Sabatino Lombardi detto il Maligno che da latitante, per sfuggire alla condanna per alcuni omicidi (di cui peraltro solo uno era stato da lui commesso certamente), divenne una delle forze dei sanfedisti filoborbonici e antigiacobini. La prova certa è che le forze occupanti francesi fecero numerose incursioni nei monti del paese alla ricerca di un ribelle proprio in quel periodo.
Durante la prima e seconda guerra mondiale, Roccamandolfi subì la stessa sorte di molti altri centri italiani, bombardamenti, incursioni di soldati stranieri ed altro.
Nel 1962 la RAI ha registrato un servizio giornalistico sulla Roccamandolfi degli anni sessanta.
La comunità cittadina non è stata direttamente coinvolta nel disastro di Monongah, Virginia Occidentale (USA), il 6 dicembre 1907, ma fu il console Joseph D'Andrea, originario di Roccamandolfi, a dedicare le proprie energie alla memoria di quella catastrofe.

## Monumenti e luoghi d'interesse

### Santuario di San Liberato
A Roccamandolfi è presente un santuario che custodisce il corpo santo di un martire romano anonimo, convenzionalmente detto San Liberato, da oltre 200 anni. È un santo molto venerato in tutta il borgo e nei paesi limitrofi, e molti pellegrini, durante i giorni dedicati a lui, si recano sul posto come segno di devozione.

### Chiesa dei Santi Martiri
Un'altra chiesa presente a Roccamandolfi è quella dei Santi Martiri, detta semplicemente "Dei Santi" in cui tra le altre, sono presenti le statue di San Sebastiano, sant'Anna e san Donato. A quest'ultimo, fin dai tempi antichi considerato il protettore degli epilettici (l'epilessia in dialetto molisano si chiama "il mal di San Donato") era dedicata una fiera di bestiame e una grande festa. Oggi, dietro l'altare della piccola chiesa resta ancora lo strumento col quale gli abitanti del paese e dei borghi limitrofi venivano a pesare i propri figli, offrendo, per la loro benedizione da parte del Santo, un quantitativo di grano pari al peso dei bambini in questione.

### Chiesa di S. Giacomo il Maggiore
Il Santuario di San Liberato è un tempietto ricavato nell'abside della Chiesa di San Giacomo Maggiore, ma attualmente l'intero edificio sacro è considerato sia "Santuario di San Liberato" che "Chiesa di San Giacomo il Maggiore", in cui sono conservate, quindi, anche alcune reliquie del Santo Apostolo.

### Castello Longobardo-Normanno
Sulla sommità del colle su cui è costruito il paese sono presenti i ruderi di un castello normanno costruito su una preesistente fortezza longobarda. Il castello è stato oggetto di studi approfonditi anche in tempi recenti (2006).

### Croce Viaria
All'entrata del borgo, in quella che era anticamente l'unico ingresso del paese è presente un'interessante croce viaria, la quale, insieme alla devozione per S. Giacomo il Maggiore, fanno pensare che Roccamandolfi sia stata una delle mete, o delle tappe per i pellegrini che si recavano a Santiago di Compostela. Probabilmente fu eretta nel secolo XIV per volere dei sovrani angioini al termine di una vittoriosa "caccia" a un gruppo di eretici asserragliati tra le rovine del castello normanno.

### Parco Trainara
Nella zona bassa del centro abitato è presente un piccolo parco, fino a qualche anno fa intitolato ai roccolani emigrati in tutto il mondo. Questo parco consiste in una piazzetta antistante un'antica fontana da cui sgorgano le acqua del Matese, da un mosaico pavimentale che rappresenta lo stemma comunale e da un baldacchino di cemento che indica il luogo dove è possibile raccogliere l'acqua. Di fronte al parco, a testimonianza dell'abbondanza di acqua della zona si trova il Lavatoio Pubblico (Fontana Grotte, in roccolano La Rotte), un abbeveratoio del '700 che reca a lato una lapide ora quasi illeggibile in cui sono indicati il sindaco che volle l'opera e la data di costruzione della stessa, e un'altra fontana ben conservata.

### Tre Croci
In località Tre Croci, ovvero poco prima di giungere al castello attraverso la strada Roccamandolfi-Longano, in un appezzamento di terra sul ciglio della strada è installato un altare campestre sul quale si celebra la Messa con cui si accolgono i pellegrini di Pietravairano che arrivano il primo venerdì di giugno attraversando il Matese per venerare San Liberato martire.

### Piazza Marconi
La Piazza Marconi è un modesto spazio del borgo. La sua importanza storica consiste nel fatto che per anni ha rappresentato il luogo d'incontro serale della popolazione del paese. Siccome si trova alla fine delle scale d'accesso agli uffici municipali e alla chiesa principale, era il luogo in cui furono esposti i corpi dei famosi briganti di Roccamandolfi, una volta arrestati e giustiziati (vedi la storia-leggenda di Sabatino Maligno).

### Ponte Tibetano
Nei pressi del Castello è stato installato da qualche anno un ponte metallico sospeso in aria per scopi principalmente turistici. Si tratta di una passerella sospesa a 40 metri di altezza dal letto del fiume sottostante, lunga 47 metri.

### Ponte di San Bernardino e Macchialonga
All'entrata del paese, dopo la località "Macchie" ci si imbatte nel ponte di San Bernardino, principale accesso al centro abitato e sede di un'altra grande fontana. Non lontano da questa fonte, si può salire verso il primo luogo dove secondo la tradizione il corpo di San Liberato venne poggiato in terra e dove le sacre spoglie divennero tanto pesanti da non poter essere più trasportate verso Napoli.

## Società

### Evoluzione demografica
Abitanti censiti

### Dialetto roccolano
La varietà di dialetto meridionale parlata a Roccamandolfi è il roccolano, parlato dai mille abitanti del paese e dalle migliaia di roccolani sparsi per il mondo (dal Canada all'Australia).
Questo dialetto, pur essendo chiaramente molisano è basato anche su sviluppi fonetici diversi da altri dialetti della zona, ad esempio il dittongamento metafonetico di "Ŏ" breve latina in "wé" (buéne 'buono'). 
il dialetto di Roccamandolfi può vantare numerose testimonianze scritte, seppur non antichissime.
- dittongamento metafonetico: lat. Ŏ > dial./we/;
- propagginazione: /ru+'kanə/ = /rə'kwanə/, oppure lat. LIBERATUS = /ləbbə'rjatə/;
- modifica di gli in j;
- vocalismo del napoletano ma con vocale centrale conservata;
- rotacismo di /l/: dial. /'kwirə/=ital. quello.

### Tradizioni e folclore

#### La pesatura
Nel paese di Roccamandolfi fino agli anni sessanta si praticava la "pesatura del corpo in cambio della grazia", usanza di origine orientale che ricorda alcune tradizioni medio-orientali ma anche la pesatura del cuore dei morti da parte del Dio Anubi nella cultura egizia antica. Nella piccola Chiesa dei Santi, in cui si venera ancora oggi, tra gli altri, San Donato Vescovo d'Arezzo, si pesava un bambino o chiunque richiedeva la guarigione al Santo e in cambio di questa gli si offriva una quantità di grano o di cereali pari al peso della persona che aveva bisogno dell'intervento miracoloso. La pratica serviva più spesso per cercare di curare le malattie che un tempo era impossibile "tenere a bada" in alcun modo, tra cui ricordiamo l'epilessia. La ricerca affannosa del popolo per curare questi disturbi ha fatto sì che i tutti i mali incurabili e dalle origini poco chiare vengano dette in dialetto (roccolano ma anche nel resto del Molise): "lə malə də Sandə Dənàtə" ossia il male di San Donato.

#### Festa di San Liberato
È la festa in cui vengono venerate le spoglie del Martire presenti nel santuario. Si svolge la prima domenica di giugno. Un tempo i pellegrini di tutto il Matese campano e molisano si recavano in visita dal santo per i quindici giorni prima e i quindici giorni dopo tale data.

## Amministrazione
| Periodo        | Periodo        | Primo cittadino    | Partito      | Carica  | Note  |
| -------------- | -------------- | ------------------ | ------------ | ------- | ----- |
| 23 aprile 1995 | 13 maggio 2001 | Giovanni D'Andrea  | Lista civica | Sindaco | [ 9 ] |
| 13 maggio 2001 | 28 maggio 2006 | Vincenzo D'Andrea  | Lista civica | Sindaco | [ 9 ] |
| 28 maggio 2006 | 15 maggio 2011 | Michele Del Riccio | Lista civica | Sindaco | [ 9 ] |
| 15 maggio 2011 | in carica      | Giacomo Lombardi   | Lista civica | Sindaco | [ 9 ] |